# Západní příhon
Západní příhon (anglicky: Antarctic Circumpolar Current nebo West Wind Drift) je největší mořský proud na Zemi. Obtéká Antarktidu ve směru hodinových ručiček v oblasti mezi 40. a 60. stupněm jižní zeměpisné šířky. Jeho intenzita se zvyšuje s teplotou.

## Základní data
- Šířka proudu – od 900 do 2000 km.
- Rychlost proudění – od 0,4 do 0,9 km/h (v hloubce cca 0,4 km/hod).
- Hloubka – až 3000 m.
- Teplota vody – od 0 °C do 15 °C (v závislosti na ročním období a vzdálenosti od jižního pólu)
- Průtok – cca 135 milionů m³/s. (v oblasti Drakeova průlivu)